# Valentino Mazzola
Valentino Mazzola (Cassano d'Adda, 26 gennaio 1919 – Superga, 4 maggio 1949) è stato un calciatore italiano, di ruolo attaccante e centrocampista.
Considerato tra i più grandi numeri 10 della storia del calcio, Mazzola fu capitano e simbolo del Grande Torino, la squadra riconosciuta come una delle più forti al mondo nella seconda metà degli anni 1940, con cui vinse cinque scudetti consecutivi e una Coppa Italia, e capitano della Nazionale italiana per un biennio.
Si fece conoscere durante il periodo di militanza nel Venezia, allorché iniziò a giocare da mezzala sinistra, posizione che conservò per tutta la sua carriera e che gli consentì di espandere la sua fama oltre i confini italiani, al punto di venire considerato, nelle sue ultime stagioni, il più forte d'Europa nel suo ruolo. Morì all'età di 30 anni nella tragedia di Superga.
Compare nella lista dei 100 migliori calciatori della storia del calcio redatta dalla rivista FourFourTwo nel 2017, nella quale occupa la posizione numero 26.

## Biografia

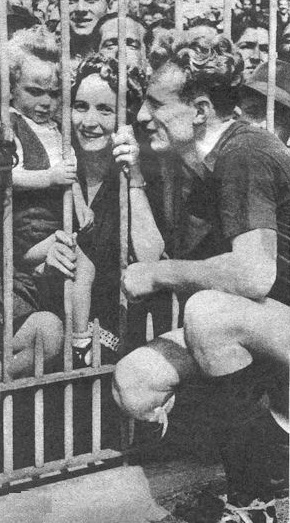
Valentino Mazzola e la prima moglie Emilia Ranaldi, con il primogenito Sandro, all'Arena Civica

Valentino Mazzola nacque a Cassano d'Adda, nel Ricetto, un quartiere di case dimesse. La sua famiglia era molto modesta; il padre Alessandro era operaio all'ATM e morì nell'agosto 1940 investito da un camion; la madre si chiamava Leonina Ratti; i suoi quattro fratelli si chiamavano Piero, Silvio, Carlo e Stefano. Ebbe un'infanzia disagiata; nel 1929, a causa della Grande depressione, il padre fu licenziato: Valentino, per aiutare la famiglia, cominciò a lavorare l'anno seguente, quando aveva appena terminato la prima classe della scuola di avviamento, trovando impiego prima come garzone di un fornaio e poi, a quattordici anni, al linificio di Cassano d'Adda.
Nell'estate 1929, all'età di dieci anni, gettandosi nelle acque del fiume Adda, salvò la vita a un suo compaesano di quattro anni più giovane che stava annegando: si trattava di Andrea Bonomi, futuro calciatore e capitano del Milan.
Era soprannominato Tulen per l'abitudine di prendere a calci le vecchie latte, tanto che era solito farsi tutto il tragitto di andata e di ritorno tra casa e linificio calciandone una, o anche il Valente. Quando giocava nella squadra del suo quartiere, il Tresoldi, venne notato da un suo compaesano appassionato di calcio, che lavorava come collaudatore allo stabilimento dell'Alfa Romeo di Milano, grazie al quale ottenne un posto nella squadra aziendale e un nuovo lavoro da meccanico.
Nel 1939 venne chiamato alle armi nella Regia Marina, destinazione la Capitaneria di porto di Venezia; passò qualche mese in nave, a bordo del cacciatorpediniere Confienza, e successivamente venne spostato alla Compagnia del porto. A Venezia conseguì la licenza elementare, frequentando una scuola serale.

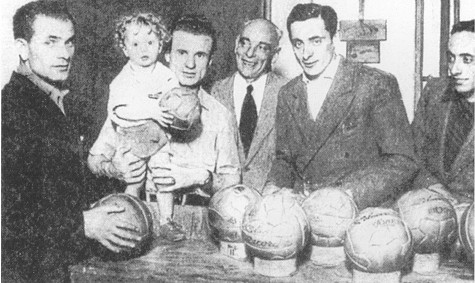
Nel negozio di Valentino vengono esposti diversi Mazzola: era così che venivano chiamati i suoi palloni. A sinistra Castigliano e Mazzola, con il figlio Ferruccio; a destra Fausto Coppi, noto amico del capitano granata, e suo fratello Serse.

Il 15 marzo 1942 si sposò con Emilia Ranaldi, dalla quale ebbe due figli, entrambi calciatori: Sandro — storica bandiera dell’Inter e della Nazionale — e Ferruccio (il cui nome fu scelto in onore dell'allora presidente del Torino Ferruccio Novo), nati rispettivamente nel 1942 e 1945. A Torino viveva in un piccolo appartamento in via Torricelli 66. Lavorando al Lingotto e facendosi segnalare dalla FIAT come operaio fondamentale alla produzione bellica, non partecipò direttamente alla seconda guerra mondiale. Anche se i loro stipendi erano molto buoni, se non ritenuti esagerati, rispetto alle paghe normali, all'epoca i calciatori non erano considerati ufficialmente professionisti e svolgevano altre attività; nel periodo successivo alla guerra Mazzola a Torino aveva un negozio di articoli sportivi, dove vendeva soprattutto palloni che fabbricava personalmente.
Mazzola, che si definiva certosino, conduceva una vita ritirata, anteponendo il calcio a tutto il resto. Era una persona riservata, chiusa e di poche parole. Il suo massimo svago era qualche partita alla bocciofila vicino a casa. Aveva l'abitudine di annotarsi tutto, sia per quanto riguardava la vita professionale che la sfera privata. Era molto rigoroso e meticoloso negli orari ed esigeva lo stesso trattamento dagli altri; fu questo il motivo principale del distacco dalla prima moglie, che non era più disposta ad attenersi a una ferma disciplina. Separatosi nell'autunno 1946, il 20 aprile 1949, pochi giorni prima della tragedia di Superga, sposò nel municipio di Vienna la diciannovenne Giuseppina Cutrone, aspirante miss. Come tutti i giocatori del Grande Torino, morì il 4 maggio 1949 nello schianto contro la collina di Superga; sciaguratamente, egli stesso pensava che sarebbe morto a causa della guerra o per una disgrazia; un segno del destino, considerata la sua paura di volare.

### Vicende matrimoniali

Valentino Mazzola con la seconda moglie, Giuseppina Cutrone

Il 9 ottobre 1947, Mazzola ottenne l'annullamento del suo primo matrimonio da un tribunale di Ilfov, in Romania, a cui si rivolgevano parecchi italiani, ufficialmente per violenze che il calciatore aveva subito dalla suocera. L'atto di annullamento fu quindi trascritto nei registri di stato civile di Cassano d'Adda. Il calciatore tentò di unirsi con Giuseppina Cutrone già nel febbraio 1948 a Torino, senza riuscirci per l'opposizione della prima moglie che portò a due cause, per le quali Mazzola sborsò circa cinque milioni di lire: una al tribunale di Milano dove la moglie aveva richiesto l'annullamento della sentenza rumena e un'altra al tribunale di Torino, il cui obiettivo era consentire le seconde nozze.
Mazzola, in possesso di un certificato di stato libero, si presentò al municipio di Torino per procedere alla pubblicazione delle nuove nozze con Giuseppina Cutrone, sulle quali pose il veto il procuratore della Repubblica, su iniziativa della signora Ranaldi. Il calciatore ricorse in corte d'appello, che nell'aprile 1948 convalidò la sentenza rumena senza necessità di delibazione della magistratura italiana. Se non che, contemporaneamente, la Procura di Milano promosse una causa presso il tribunale rumeno, affinché tale sentenza fosse invalidata e, di conseguenza, fosse ordinata la cancellazione della trascrizione della sentenza di annullamento; ciò avvenne a fine marzo 1949, allorché Mazzola era considerato in Italia ancora legato alla Ranaldi.
La vicenda, della quale fu incaricato l'avvocato Goria, si concluse il 22 luglio 1949, ottantanove giorni dopo la morte di Mazzola: le seconde nozze furono registrate, con effetto retroattivo al 20 aprile, allo stato civile di Torino. Al momento della morte il calciatore risultava celibe.

### Altre controversie

Valentino Mazzola e il figlio Sandro

Tanto Valentino Mazzola quanto Emilia Ranaldi cercarono, invano, di custodire entrambi i figli. Dopo la separazione, infatti, Sandro visse a Torino col padre e la sua nuova compagna, mentre Ferruccio fu a Cassano d'Adda con la madre. Subito dopo la morte del padre, il piccolo Sandro fu conteso dalle due vedove. La signora Cutrone, per evitargli la tristezza del momento, lo aveva affidato a Bruno Gandini, agiato industriale che viveva a Borgo San Martino, conoscente di vecchia data dei Mazzola. Nei giorni seguenti alla tragedia di Superga, la Ranaldi giunse a Torino per riprendere Sandro e scoprì che non c'era; la Cutrone lo aveva occultato, secondo quanto affermò, nel rispetto della volontà di suo padre Valentino. La madre naturale di Sandro, facendosi aiutare da un avvocato milanese e da un carabiniere, venne a conoscenza del luogo e, accompagnata, prelevò il figlio, portandolo a Cassano d'Adda, dove conobbe suo fratello Ferruccio.
Anche la salma di Valentino Mazzola fu oggetto di un'accesa questione tra le due mogli. Emilia Ranaldi, appoggiata dal cognato Silvio Mazzola e da parenti ed amici di Cassano d'Adda, richiese che il defunto venisse tumulato nel paese natale, come il prefetto di Torino aveva autorizzato in un primo momento. Lo stesso prefetto ritirò il nullaosta dopo che la seconda moglie, spalleggiata dalla madre e dagli altri tre fratelli di Valentino, aveva preteso che le spoglie restassero a Torino; fu la madre a dichiarare che Valentino un giorno le aveva raccomandato che in caso di morte avrebbe preferito essere sepolto a Torino ed infatti a tutt'oggi riposa nel Cimitero monumentale del capoluogo piemontese insieme ad altri cinque compagni morti quello stesso giorno nel medesimo incidente.
L'eredità del calciatore, corrispondente a ventidue milioni di lire, fu divisa secondo la volontà del defunto stesso per un terzo alla signora Cutrone e per i restanti due terzi ai due figli.

## Caratteristiche tecniche

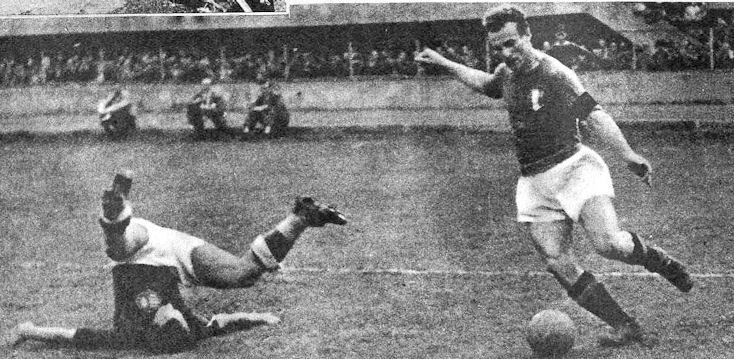
Torino, 11 maggio 1947, Italia-Ungheria (3-2). Mazzola ha appena superato un avversario e si appresta a tirare.

Valentino Mazzola era un trascinatore, un calciatore moderno nella concezione del gioco e considerato da alcuni il più completo nella storia del calcio italiano; dotato di capacità atletiche fuori dal comune, tra queste spiccavano velocità e resistenza. Enzo Bearzot l'ha accostato, per le sue caratteristiche, ad Alfredo Di Stéfano, pur ritenendolo di levatura inferiore.
Operava praticamente ovunque: essendo forte nei tackle, era utile in difesa in fase di recupero; impostava le azioni — giocando un gran numero di palloni, cercandoseli in tutto il campo — e spesso le concludeva. Esclusa la sua esperienza come ala, all'inizio della sua carriera nella squadra dell'Alfa Romeo, i ruoli in cui fu impiegato maggiormente sono quelli di mezzala sinistra, interno e attaccante. Occasionalmente occupò anche la posizione di terzino, con risultati di tutto rispetto, di mezzala destra e di mediano. Gli capitò anche di venire spostato tre volte nella stessa partita, partendo da mezzala per poi giocare da mediano, da terzino e infine terminare la gara al centro dell'attacco, tale era la sua versatilità. Nei minuti finali di una partita contro il Genoa, valevole per la 39ª giornata della stagione 1947-1948 e vinta per 2-1, giocò addirittura in porta, a causa dell'espulsione di Valerio Bacigalupo, producendosi peraltro in un buon intervento che contribuì a mantenere il Torino in vantaggio.
(Giampiero Boniperti, 1989)

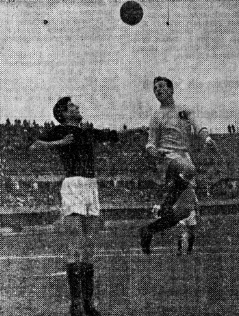
Grazie alla sua elevazione, Mazzola aveva la meglio anche sui difensori più alti

Di corporatura robusta, sapeva combattere in campo; era proprio nei terreni pesanti, anche quando il campo si presentava in condizioni estreme, che, grazie alla sua forza fisica, riusciva a fare valere la sua attitudine pugnace. Sebbene non amasse esibirsi in virtuosismi, era capace, inoltre, di imporsi negli spazi stretti, disponendo di una tecnica individuale e di un palleggio raffinati. Tra le sue diverse doti tecniche spiccavano l'ambidestrismo e un tiro di rara potenza, nella cui esecuzione al volo e nei calci di punizione era specializzato. Sauro Tomà, suo compagno non coinvolto nella tragedia di Superga, asserì che la singolarità del suo tiro consisteva nel saper colpire di collo pieno; mentre, per Giampiero Boniperti, «calciava talmente bene con entrambi i piedi che non era possibile stabilire se fosse un destro oppure un mancino».
Altre sue peculiarità erano il dribbling e la fantasia. Nonostante la sua statura non fosse notevole, era un buon colpitore di testa e abile nel gioco aereo, potendo contare su un'ottima elevazione.

## Carriera

### Club

#### Gli esordi
Nonostante avesse iniziato a lavorare fin da giovane, Mazzola continuò a coltivare la sua passione per il calcio; fu un dirigente del Gruppo Sportivo Tresoldi, squadra di Cassano d'Adda, che, vedendolo giocare nei prati, come faceva sovente, lo portò nelle giovanili nel 1934. Poi passò al Fara d'Adda e fece ritorno al Tresoldi. Veniva impiegato nei ruoli di centromediano e mediano destro, anche se era già un calciatore polivalente. Con il Tresoldi nella stagione 1935-1936 partecipò al suo primo campionato e l'anno seguente entrò in prima squadra, percependo un premio di 10 lire a partita.
Nel 1938, nello stesso periodo in cui l'Alfa Romeo gli fece la proposta lavorativa che includeva la possibilità di giocare in Serie C, ricevette, da parte del Milano, la prima vera offerta della carriera, intravedendo la possibilità di giocare in Serie A. Era molto indeciso e le sue riflessioni lo fecero optare per l'Alfa, perché quest'ultima gli garantiva anche un'occupazione.
(Estratto dal diario di Valentino Mazzola nel 1938)
Nell'Alfa Romeo giocò una sola stagione come ala; secondo un'altra fonte, discordante, operò invece da mezzala destra. Lasciò la squadra nel 1939, dopo aver goduto del favore degli spettatori, che apprezzavano il suo ritmo e le sue giocate, per prestare il servizio militare a Venezia.

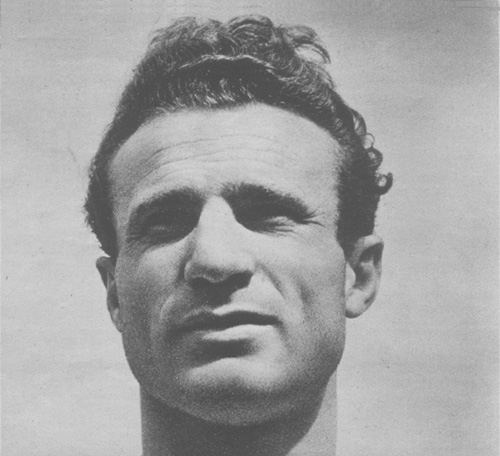
Un primo piano di Valentino Mazzola

#### L'approdo al Venezia in Serie A

##### Esordi e conferma nella prima squadra (1939-1940)
Nel 1939, mentre svolgeva il servizio militare in Marina, prese parte a diverse gare della squadra del Comando della Marina giocate al campo dei Bacini, mettendosi in luce, nonostante arrivasse a pesare 90 kg. Fu notato da alcuni osservatori del Venezia, che dopo diverse sollecitazioni riuscirono a fargli fare un provino; secondo un'altra fonte fu invece un ufficiale della Marina, tifoso nero-verde, rimasto ammirato dalle abilità di Valentino Mazzola, a proporlo alla squadra lagunare. Al provino, al quale si presentò e giocò a piedi nudi, avendo lasciato intenzionalmente gli scarpini personali a casa per non rovinarli, convinse tutti, soprattutto l'allenatore Giuseppe Girani che caldeggiò il suo acquisto. Dopo alcuni mesi nella squadra riserve, con cui partecipò al relativo campionato, venne ingaggiato nel gennaio 1940 per cinquantamila lire. Debuttò in Serie A il 31 marzo 1940 nella partita Lazio-Venezia (1-0), prendendo il posto del centravanti titolare Francesco Pernigo, indisponibile, e mantenendolo in seguito per propri meriti. Disputò tutte le restanti cinque partite di campionato, spesso al centro dell'attacco, realizzando una rete, nella penultima giornata Venezia-Bari — fu il punto del definitivo 2-1 per i nero-verdi (la vittoria gli garantiva la matematica certezza di rimanere in Serie A) —; nonché una gara di Coppa Italia, precisamente l'ottavo di finale Modena-Venezia (3-1) in cui segnò il gol della bandiera per la sua squadra.

##### La prima Coppa Italia (1940-1941)
I primi giorni dell'agosto 1940 Mazzola firmò un contratto regolare con il Bari. Trovandosi a Venezia, dove svolgeva il servizio militare, e non ricevendo l'ordine di avvicinamento a Bari, comunicatogli dalla società pugliese, decise di giocare il secondo e il terzo turno del campionato appena cominciato tra le file dei veneziani. Infine, dopo gli interventi della Federazione e della Marina Militare di Venezia, Mazzola proseguì la stagione con la squadra veneta.

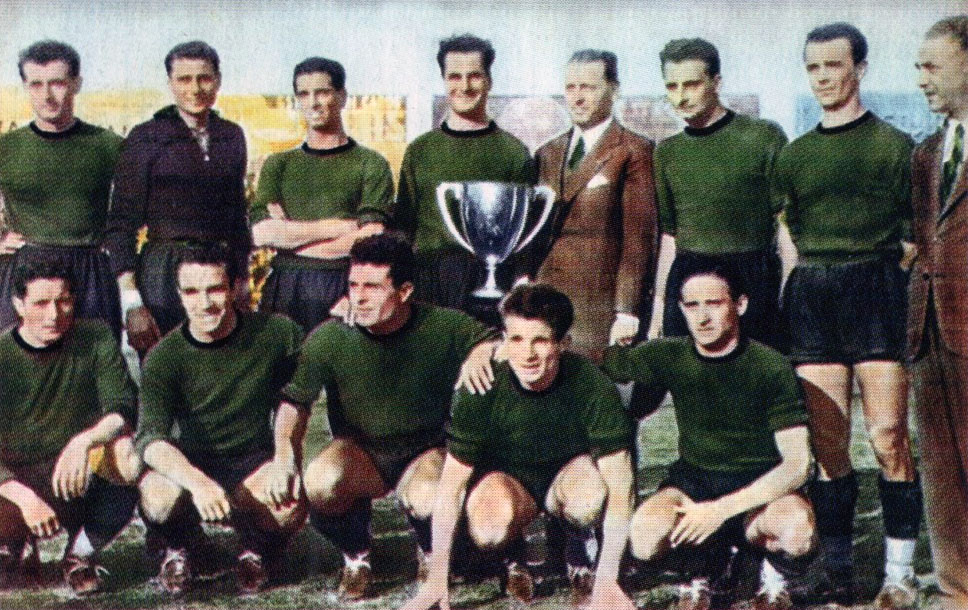
Mazzola (accosciato, secondo da destra) festeggia, assieme ai compagni di squadra, l'affermazione del Venezia in Coppa Italia.

Non essendo titolare, Mazzola a inizio stagione ricoprì, a seconda delle necessità, tutti i ruoli della linea offensiva: da ala destra il suo contributo fu deludente, ma quando fu chiamato a operare al centro dell'attacco, come sostituto di Pernigo, spesso a riposo per noie fisiche, le sue prestazioni migliorarono sempre più e riuscì a segnare con regolarità, contro la Triestina, il Torino, l'Atalanta e la Juventus; in quest'ultima gara, il 29 dicembre, realizzò un gol di rara bellezza, scartando Nini Varglien a centrocampo e saltando i due terzini bianconeri, per poi battere con un tiro secco l'incolpevole portiere Bodoira. Mazzola era comunque distante dalla maturazione: nelle sue apparizioni evidenziava il difetto di andare al tiro troppo spesso, da tutte le posizioni, anche quando le condizioni non erano favorevoli.

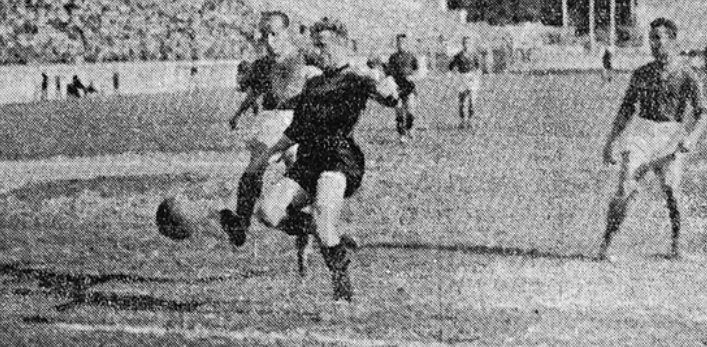
Roma, 8 giugno 1941, finale d'andata di Coppa Italia, Roma-Venezia (3-3); Mazzola, inseguito da Brunella, sta per calciare in porta: segnerà il primo gol dei lagunari.

Nel frattempo ebbe luogo il cambio alla guida tecnica della squadra: il 14 novembre il Venezia decise di sollevare Girani dall'incarico di allenatore, per assegnargli il ruolo di direttore sportivo e Giovanni Battista Rebuffo, tecnico delle giovanili, venne promosso alla prima squadra. Fu proprio Rebuffo — al quale venne riconosciuto il merito di aver lanciato e cresciuto Mazzola nel grande calcio — che ebbe l'idea di trasformarlo da attaccante a interno sinistro, posizione che occupò nel girone di ritorno e che gli consentì di essere tra i migliori del torneo, secondo la stampa sportiva l'unica rivelazione del campionato, il cui livello qualitativo fu mediocre.
Una volta terminato il campionato al 12º posto, il Venezia si dedicò alla Coppa Italia, gareggiando nei mesi di maggio e giugno 1941, vincendo la competizione. La finale con la Roma si giocò in due gare; fu nel primo appuntamento che Mazzola si fece apprezzare, con la conseguente ascesa delle sue quotazioni. L'andata si giocò l'8 giugno a Roma, allo Stadio del Partito Nazionale Fascista; dopo meno di venti minuti la Roma si trovava in vantaggio per 3-0. Al 37' Mazzola segnò un gol considerevole, con un'azione personale: superò un primo avversario in velocità, un secondo (Brunella) con un colpo di tacco, e vanificò la successiva uscita di Masetti con un gradevole tocco di esterno destro. Fu il punto della riscossa: il Venezia, galvanizzato, riuscì a concludere la partita sul 3-3. Dopo sette giorni, a Venezia, la gara di ritorno terminò con il punteggio di 1-0, sufficiente per la conquista del trofeo.
Mazzola disputò in tutta la stagione 33 partite e realizzò nove gol, sei in campionato e tre in coppa.

##### L'ultima stagione a Venezia (1941-1942)
Nella sua terza e ultima stagione al Venezia — considerata alla fine dell'anno solare la migliore squadra italiana per quanto espresso al termine della stagione precedente e nella prima parte di quella in corso — Mazzola, al quale fu ingessata la gamba sinistra al seguito di continui problemi alla caviglia sinistra che lo costrinsero a restare fermo qualche settimana a novembre, veniva già paragonato, nonostante la sua giovane età, al due volte campione del mondo Meazza, di nove anni più vecchio.
Dopo essere stato in testa alla classifica, in primavera il Venezia perse diverse partite e dovette accontentarsi alla fine del campionato del terzo posto; questo periodo coincise con un appannamento di Mazzola, dipeso dalla stanchezza accumulata dai troppi impegni, che erano aumentati con gli allenamenti e le partite della Nazionale.
Non considerando il primo anno nel Venezia in cui scese in campo per poche partite, per Mazzola fu la stagione meno prolifica della sua carriera, con cinque reti totali.

#### L'affermazione nel Torino

##### Il primo scudetto e la seconda Coppa Italia (1942-1943)
Nei primi giorni di luglio del 1942 venne acquistato dal Torino insieme a Ezio Loik. L'operazione che portò le due mezzali a Torino, oltre al pagamento della somma complessiva di 1 250 000 lire, comprendeva il trasferimento di Raúl Mezzadra e Walter Petron alla squadra veneta. La cifra pagata dal presidente granata Ferruccio Novo fu la più alta mai sborsata prima nel calcio italiano e permise al Venezia di risanare tutti i suoi debiti. Il Torino batté la concorrenza della Juventus il cui presidente, Piero Dusio, tramite il consulente Virginio Rosetta, era arrivato ad offrire 800.000 lire per Mazzola e Loik, non conoscendo le possibilità finanziarie di Ferruccio Novo e il peso della figura chiave Vittorio Pozzo. Pozzo, giornalista de La Stampa e commissario tecnico della Nazionale, con un passato granata sia da calciatore che da allenatore, suggerì a entrambi — che aveva conosciuto alle prime convocazioni — di andare al Torino, rassicurandoli che tale scelta avrebbe giovato loro per il futuro in azzurro.

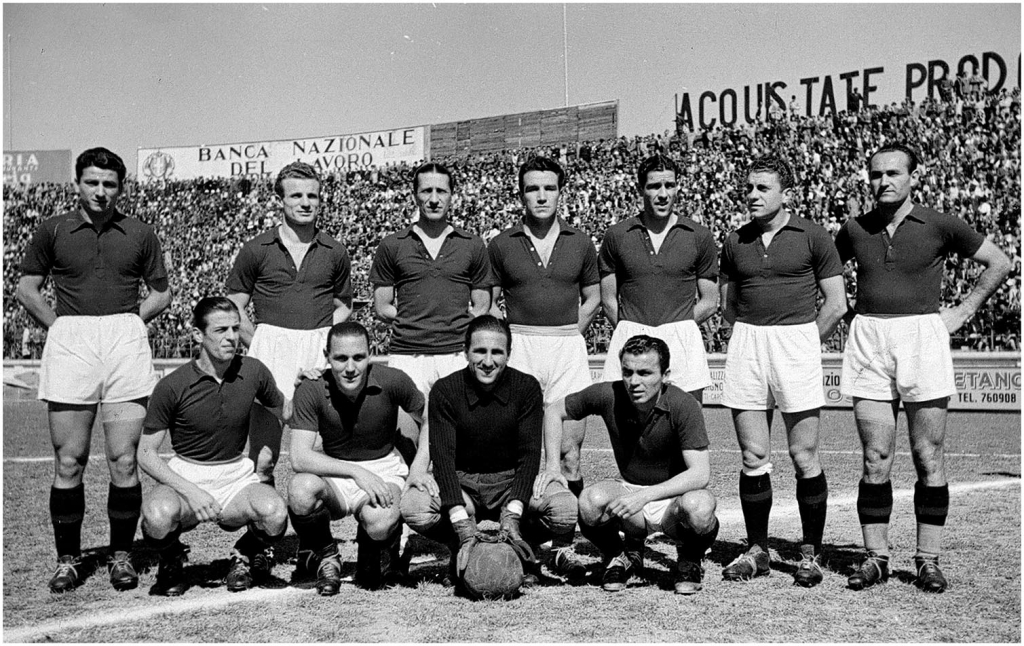
Mazzola (in piedi, secondo da sinistra) alla stagione d'esordio nel Torino, 1942-43; il giocatore contribuì al double Campionato-Coppa Italia, facendo dei granata la prima squadra italiana a centrare tale doppietta.

Esordì ufficialmente con la maglia granata il 20 settembre 1942, nei sedicesimi di Coppa Italia Torino-Anconitana Bianchi. La partita terminò 7-0 per i padroni di casa, con due reti di Mazzola, subito apprezzato dai tifosi per la grande mole di lavoro svolto. Il 4 ottobre, al debutto in campionato, il duo Mazzola-Loik giocò male la partita: a causa della loro imprecisione e della loro scarsa intesa, furono considerati i responsabili della sconfitta per 0-1 che il Torino subì a Milano a opera dell'Ambrosiana-Inter. Nella partita successiva, battuti per 2-1 in casa dal Livorno, i due mostrarono ancora insicurezza, al punto che la stampa sportiva si interrogava sull'adattabilità delle due pedine al sistema di gioco del Torino e sulla loro comprensione dello stesso, criticando il loro posizionamento in campo, sempre secondo i quotidiani, troppo arretrato. In particolare fu su Mazzola che le obiezioni in merito alla sua posizione si protrassero per oltre due mesi, nonostante la squadra avesse iniziato una serie di vittorie con scarti pronunciati, grazie anche al suo contributo, e le sue prove fossero più che soddisfacenti. Il primo gol in campionato arrivò al terzo turno, in occasione del derby Juventus-Torino (2-5) del 18 ottobre.
Nella seconda parte del campionato, contraddistinto da copiose vittorie di misura, Mazzola fornì diverse prestazioni di rilievo, alle volte eccezionali, impreziosite da alcuni gol. Nel mese finale della competizione, in aprile, realizzò tre reti nelle ultime quattro gare; fu giustappunto nella 30ª e ultima giornata, dopo un combattuto ed equilibrato testa a testa tra Torino e Livorno durato per tutto il torneo, in cui si avvicendarono spesso in vetta alla classifica, che Mazzola ne timbrò uno molto importante, poiché il Torino riuscì a espugnare Bari per 1-0, grazie a un suo gol decisivo — a quattro minuti dalla fine del campionato — che consegnò lo scudetto ai granata.
Alla ripresa della Coppa Italia, a metà del mese di maggio, nei quarti di finale il Torino vinse su un Milano largamente rimaneggiato per cinque reti a zero, due delle quali siglate da Mazzola. Il Toro arrivò sino alla finale, disputata in gara unica il 30 maggio all'Arena Civica di Milano, ed ebbe la meglio sul Venezia per 4-0 con una rete di Mazzola. Il Torino fu la prima squadra a fare la doppietta Campionato-Coppa Italia e Mazzola disputò tutte le gare di campionato e di Coppa Italia, laureandosi in quest'ultima capocannoniere, insieme ad altri due calciatori, con cinque reti.
Da gennaio a giugno 1943, tra ritiri infrasettimanali e incontri, Mazzola ebbe diverse chiamate dalla Nazionale della Regia Marina; impegni non secondari, considerata l'inattività della Nazionale maggiore, dalla durata di circa tre giorni con frequenza di due volte al mese che lo tennero lontano da Torino, anche a ridosso di gare rilevanti. Le partite, molto seguite dagli appassionati, si giocarono quasi tutte allo Stadio Nazionale a Roma.

##### Il Campionato dell'Italia Settentrionale durante la guerra (1944)
«Mazzola, dopo diversi anni in primo piano, è apparso in questa stagione il numero uno, l'instancabile motore della squadra, nelle partite facili come in quelle difficili. Sistema o non sistema. Ha fatto sempre tutto il suo lavoro e in più si è regolarmente prodigato per prestare man forte ai compagni, in difesa, nella mediana, all'attacco. Per le sue caratteristiche e per il suo gioco può essere paragonato a Magnozzi. È l'uomo che gioca con lo stesso impegno dal primo al 90' di ogni partita, che si ribella alla sconfitta, che cerca ed ottiene il successo con tiri improvvisi ed esattissimi. È il giocatore più utile e redditizio.»

— Luigi Cavallero, giornalista de La Stampa, luglio 1944
Nel pieno svolgimento della seconda guerra mondiale, senza prospettive per l'inizio del nuovo campionato, il Torino, la cui denominazione cambiò in Torino FIAT, si dedicò, dal novembre 1943, ad amichevoli e a piccole competizioni non ufficiali. Mazzola, a differenza di molti altri suoi colleghi calciatori, che erano tornati a giocare con le loro squadre di provenienza oppure vicino a casa, era rimasto a Torino e, insieme ad altri suoi compagni, cominciò ad allenarsi, partecipando ad alcune partite con formazioni occasionali già dal mese precedente. Organizzato il nuovo campionato, denominato Campionato dell'Italia Settentrionale e qualitativamente ritenuto una «povera cosa», il Torino FIAT vinse facilmente il girone eliminatorio del Piemonte e della Liguria, che comprendeva un totale di dieci squadre, con sedici vittorie e due pareggi, 78 gol fatti e 19 subiti. Mazzola realizzò 14 reti, di cui due triplette: la prima il 2 febbraio in Torino FIAT-Asti, recupero della prima giornata, partita conclusasi con il punteggio di 6-1, e la seconda il 23 aprile, quando si disputò il 15º turno Torino FIAT-Alessandria (7-0).
Nel gruppo A delle semifinali interregionali il Torino FIAT terminò ancora davanti al resto delle contendenti, che furono in ordine di classifica Juventus Cisitalia, Ambrosiana-Inter e Varese, affrontatesi in un girone all'italiana con partite di andata e ritorno. Mazzola collezionò altri sei gol; nelle ultime due partite segnò due doppiette: il 18 giugno al motovelodromo di Torino nel 3-3 contro la Juventus Cisitalia e il 25 giugno all'Arena Civica di Milano nel 3-3 contro l'Ambrosiana-Inter, quando superò il portiere Merlo con due conclusioni precise, violente e di pregevole fattura. L'ultimo gol di Mazzola contro l'Ambrosiana-Inter, realizzato allo scadere, fissò il risultato sul 3-3 ed evitò al Torino FIAT l'eventuale spareggio contro la Juventus Cisitalia, che a quattro minuti dal termine dell'incontro con il Varese (6-1) aveva gli stessi punti in classifica e lo stesso quoziente reti dei granata. Infine, nel triangolare finale il Torino FIAT arrivò secondo, arrendendosi solo ai vincitori, i Vigili del Fuoco La Spezia.
Con la Nazionale ferma da oltre due anni, in Italia si organizzarono alcuni incontri, le cui rappresentative racchiudevano il meglio delle regioni; il Piemonte poté giovarsi della presenza di Mazzola in due gare, contro la Lombardia e la Venezia Giulia.

##### Le partite di beneficenza e le vittorie nel Campionato Alta Italia e in Divisione Nazionale (1945-1946)

Valentino Mazzola inseguito da Paolo Todeschini

Terminato il campionato nel luglio 1944, il Torino FIAT, dopo diversi mesi di sosta, riprese l'attività nel periodo natalizio, quando disputò due derby a scopo benefico, per poi organizzare in primavera un torneo al quale avrebbero partecipato anche Juventus Cisitalia, Filiale Italia, Lancia e Ispettorato del Lavoro. Quest'ultimo, i cui ricavi vennero destinati sempre in beneficenza, in mancanza di competizioni ufficiali, suscitò interesse ed ebbe anche riscontro tecnico; tuttavia non fu concluso, dopo che nel secondo tempo del derby di ritorno tra FIAT e Cisitalia, il 22 aprile, allo Stadio Mussolini — partita molto sentita, in cui era in palio anche la Coppa Pio Marchi, contornata dagli scontri tra tifosi sugli spalti — la gara assunse connotati molto fallosi, concludendosi in una rissa. L'arbitro, dopo aver interrotto a lungo il gioco ed espulso tre giocatori, decise di sospendere anticipatamente l'incontro sul 3-1 per i bianconeri. Mazzola, tra gli espulsi, realizzò l'unica rete granata e subì anche un infortunio.
Valentino Mazzola e altri suoi compagni, come avevano fatto l'anno precedente, intensificarono i loro impegni giocando anche per formazioni raffazzonate, sempre per beneficenza.
Nella stagione calcistica 1945-1946, caratterizzata dal Campionato Alta Italia nella prima fase e dalla Divisione Nazionale conseguentemente, Mazzola dimostrò di essere uno dei migliori realizzatori; il suo contributo per la conquista dello scudetto (terzo per il Torino) fu ancora tra i più importanti della squadra. Sedici furono le sue reti, cinque le doppiette; la prima alla terza giornata, quando superò due volte il portiere Carzino, a Genova nel 5-0 che il Torino inflisse alla Sampierdarenese; la seconda, un mese dopo, nel 4-0 casalingo sul Milan. La terza doppietta venne segnata alla 23ª giornata, il 24 marzo 1946 nel 4-0 contro il Bologna, la quarta ebbe luogo alla 26ª giornata, nel 5-0 contro l'Andrea Doria. Fece lo stesso al primo turno della Divisione Nazionale, allorché il Torino, in una partita storica, sconfisse la Roma in trasferta per 7-0 realizzando sei reti in tredici minuti: nacque il quarto d'ora granata; secondo la stampa, si giocò come nessuna squadra al mondo; e Mazzola ne diede inizio rimboccandosi le maniche.

##### Il terzo scudetto e il titolo di capocannoniere (1946-1947)

Torino, 20 aprile 1947, Torino-Vicenza (6-0). Mazzola esegue un tiro con il destro.

Nella stagione 1946-1947 Valentino Mazzola, partito da capitano, diede un apporto considerevole per la vittoria di un ulteriore scudetto granata, il suo terzo personale, laureandosi capocannoniere con 29 centri. Nel girone d'andata, in cui mise a segno undici gol, fu, con Gabetto, il solo componente della linea offensiva composta di cinque uomini a essere pericoloso e a fornire prove convincenti, talvolta brillanti. Il 17 novembre 1946 fu protagonista nel 4-0 interno contro il Brescia con due marcature; lo stesso bottino ebbe il 29 dicembre a Bergamo, nel 3-0 contro l'Atalanta. Nel girone di ritorno riuscì a migliorarsi: furono 18 le reti, di cui quattro triplette. Il 23 febbraio 1947, con una prestazione definita «spettacolosa» dalla stampa, guidò la squadra nel 5-1 contro la Lazio e siglò tre gol. A distanza di due mesi, il 20 aprile, nella partita Torino-L.R. Vicenza, conclusasi 6-0 per i granata, Mazzola fu autore della tripletta più veloce della storia del calcio italiano, realizzando tre reti in tre minuti al portiere vicentino Romano, al 29', al 30' e al 31'.
Costituiva, con Loik, i due punti di maggior forza della formazione: anche quando fu chiamato a ricoprire il ruolo di terzino sinistro, in una situazione di emergenza, il 4 maggio nell'incontro Livorno-Torino (0-2) si comportò autorevolmente; quando, invece, le sue condizioni fisiche erano precarie, la squadra soffriva.
Il mese di giugno fu molto prolifico per Mazzola, non solo in campo, dove si distinse per due triplette consecutive, alla 33ª giornata nella partita Torino-Atalanta (5-3), quando realizzò tre reti in dieci minuti, e al 34º turno in Torino-Genoa (6-0); infatti sottoscrisse un contratto per l'esclusiva delle sue fotografie in technicolor con la casa svizzera Obenauch, la quale si impegnava a diffondere le riproduzioni del calciatore in tutto il mondo, una novità a quei tempi.

##### Lo scudetto dei record, ilcaso Mazzola, la tournée in Brasile (1947-1948)
Valentino Mazzola iniziò il campionato 1947-1948 in forma smagliante: dopo le prime sette giornate era capocannoniere con otto segnature. Domenica 5 ottobre 1947, allo Stadio Nazionale, Roma e Torino chiusero il primo tempo sul punteggio di 1-0 per i giallorossi; di ritorno dagli spogliatoi, i granata realizzarono sette reti in 25 minuti, tre delle quali segnate da un Mazzola che giocò claudicante quasi tutta la partita per i postumi di un infortunio accusato nella precedente partita, senza risparmiarsi e dando dimostrazione di classe e potenza: segnò al 15' della ripresa la rete del pareggio con un appariscente colpo di testa per stile e intuizione, poi la seconda con un diagonale potente e la terza con un gesto apprezzato dagli spettatori. Fu in occasione del terzo gol che la lacerazione muscolare si riacutizzò e Mazzola fu costretto a lasciare il campo anzitempo, tra gli applausi di tutto lo stadio, per uno stiramento alla coscia.
I suoi problemi fisici lo accompagnarono nei mesi di novembre e dicembre, eppure Mazzola continuò a giocare, offrendo ripetute prestazioni discontinue e incolori; dava l'impressione di vagare in campo, spaesato. Il trattamento non benevolo al quale era sottoposto dai difensori avversari non lo agevolava, specie quando finiva le partite malconcio.
Il 2 maggio 1948 partecipò attivamente, con una rete, al 10-0 casalingo sull'Alessandria, la vittoria con massimo scarto nella storia delle massime serie del campionato italiano. Nella 34ª giornata, nella partita Torino-Atalanta (4-0), Mazzola segnò due reti, la prima delle quali in mezza rovesciata, eseguita dall'altezza del dischetto del rigore, un gesto tecnico altamente spettacolare di cui non si ricordavano eguali, secondo la stampa sportiva di allora.
Il 23 maggio 1948, a Trieste, si giocò Triestina-Torino, terminata a reti inviolate; Mazzola fece scalpore non presentandosi con i compagni, i quali manifestarono insofferenza per i suoi eccessi. Fu così che nacque il caso Mazzola. Diverse furono le interpretazioni della sua assenza: oltre alla semplice giustificazione che il capitano voleva riposo, in quanto era stanco, emersero divergenze con la società granata, con la quale Mazzola intendeva chiudere il rapporto, per trasferirsi all'Inter, sul cui interessamento si sparsero le voci; secondo un'altra chiave di lettura rimase a Torino, indispettito dal fatto che l'incontro internazionale Italia-Inghilterra di sette giorni prima non era stato giocato con il suo pallone; infine, saltò fuori una lettera firmata dai calciatori della Triestina, i quali, memori delle parole dure che Mazzola aveva espresso in un'intervista a riguardo del gioco triestino della gara di andata, gli promettevano l'accoglienza poco amichevole – si disse che in questo modo l'avevano indotto a evitare la trasferta. Le voci erano insistenti: il 4 giugno un'agenzia diede la notizia, poi rivelatasi infondata, della presenza di Mazzola agli allenamenti dell'Inter. Tutto questo mentre il Torino vinceva lo scudetto con cinque giornate di anticipo, il 30 maggio, grazie al 4-3 contro la Lazio e all'ultima e decisiva rete dello stesso Mazzola. A fine campionato i gol segnati dal Torino furono 125, record di reti in una massima serie, di cui 25 realizzate dal capitano che giunse secondo nella classifica marcatori, dopo lo juventino Boniperti.

Il presidente dell'Inter, Carlo Masseroni, cercò di acquistare Mazzola nell'estate 1948

Conquistato il titolo, con ancora alcune gare del campionato in calendario, il Torino, desiderato da diverse federazioni sudamericane, fu invitato dalla Confederação Brasileira de Desportos a disputare quattro incontri amichevoli; Prima di partire, il 29 giugno, Mazzola annunciò in un'intervista radiofonica il suo addio ai granata, tra lo sgomento dei tifosi, e il giorno seguente, interpellato dai giornalisti, confermò quanto detto.
(Valentino Mazzola)
Nella seconda metà di luglio, tra ammirazione ed entusiasmo, Mazzola e i suoi compagni affrontarono Palmeiras, Corinthians, Portoguesa e San Paolo, conseguendo una vittoria, due pareggi e una sconfitta.

##### L'ultima stagione, iniziata tra le polemiche (1948-1949)

Valentino Mazzola con il presidente del Torino Ferruccio Novo

A pochi giorni dall'inizio del nuovo campionato, fissato per il 19 settembre 1948, sei giocatori del Torino, tra cui Mazzola, non volevano adeguarsi alle condizioni di reingaggio che la società propose loro; Mazzola, inserito nella lista di trasferimento dei giocatori, saltò la prima gara di campionato contro la Pro Patria. Stante la sua esitazione, il Torino decise di comprare, a ridosso della partenza della stagione, alcuni elementi per il reparto offensivo, pronti a sostituirlo: arrivarono così Zanolla, Fadini e Gambino, tutti ottimi giocatori.
La contesa con la società granata verteva sui soldi che la mezzala pretendeva, forte dei dieci milioni di lire assicuratigli dal presidente dell'Inter Masseroni, con il quale aveva cercato di accordarsi sino all'ultimo, telefonandogli cinque volte sabato 18, alla vigilia del campionato, senza ricevere risposta; opposto era il parere del presidente Novo che non voleva fare differenze tra i suoi calciatori; furono così i suoi compagni a convincere Novo ad aumentargli lo stipendio.
(Ferruccio Novo)
Raggiunta l'intesa economica con la società il 23 settembre, tornò in campo nel secondo turno Atalanta-Torino (3-2), realizzando una delle due reti nel primo tempo, con un'esemplare azione in cui sfruttò appieno la sua velocità e la sua classe.
Nei primi giorni di ottobre scoppiò un altro caso Mazzola. Si apprese che la Lega Nazionale aveva inoltrato al Consiglio Federale della FIGC una richiesta di autorizzazione a procedere nei confronti del giocatore per la sua condotta disdicevole nell'ambiente calcistico. Dopo aver letto su Tuttosport un articolo sulla partita pre-campionato Milan-Torino del 12 settembre in cui erano elencati i molti granata assenti, in contrasto con la società, e in cui veniva contestata una norma federale che concedeva a Mazzola un posto in tribuna d'onore (l'articolo riportava testualmente: c'è Mazzola, ma in tribuna d'onore, secondo una ignorata disposizione federale che assegna un posto in tribuna d'onore ai giocatori che hanno controversie con le proprie società), il capitano granata aveva scritto una lettera, di ardua comprensione, al direttore Renato Casalbore, autore del pezzo, il cui contenuto era stato pubblicato integralmente nel quotidiano dallo stesso Casalbore senza commenti.
(Lettera di Valentino Mazzola a Renato Casalbore, settembre 1948)
La stampa sportiva si divise tra opinioni severe e pareri più tolleranti; questi ultimi, uniti all'ammissione da parte dello stesso Mazzola di aver commesso un errore, furono determinanti e fecero rientrare la rigidità che il Consiglio Federale aveva fatto trasparire in principio.
Mazzola era dotato di sorprendente capacità di recupero, anche quando era dato per sicuro assente riusciva a recuperare in extremis. Altresì, prima dei derby con la Juventus era solito fingere di essere malato o infortunato e riusciva a fare credere che non avrebbe giocato (anche ai giornalisti, che scrivevano della sua indisponibilità), mentre la domenica scendeva regolarmente in campo, spiazzando tutti. Il copione si ripeté pochi giorni prima del 24 ottobre, allorquando fu protagonista del derby vinto per 2-1 nella sesta giornata. Al 77', sul punteggio di 1-1, Boniperti, lanciato da Caprile, avanzò e tirò; l'estremo difensore granata Bacigalupo si tuffò a destra, mentre il pallone filò alla sua sinistra; improvvisamente Mazzola, accorso in difesa, deviò la traiettoria di tacco, tra lo stupore di Boniperti, salvando la squadra dal passivo; precipitatosi poi in avanti, dopo uno scambio con Loik sul quale si fece trovare puntuale, in piena corsa fece partire un tiro fulmineo che superò il portiere bianconero Sentimenti IV, senza che quest'ultimo potesse intervenire.
(Giampiero Boniperti, 1989)

Una fase di allenamento del Torino 1948-1949 allo stadio Filadelfia; in primo piano, Mazzola e Loik.

Oltre al derby, offrì una prestazione molto positiva sette giorni dopo nel 3-1 al Padova, segnando un gol e trascinando da solo la squadra alla vittoria. Per Mazzola, all'apice della sua popolarità, il 1948 si concluse con otto reti nel girone d'andata e una proposta lusinghiera da parte degli argentini dell'Huracán, non presa in considerazione dai vertici granata.
Nei primi mesi del 1949 dovette convivere con diversi fastidi — stiramento muscolare alla coscia mai guarito del tutto, lombalgia e una distorsione alla caviglia —, che gli fecero ridurre sensibilmente gli allenamenti durante la settimana e aumentare di peso, partecipando però in un primo periodo a quasi tutte le partite e realizzando quattro reti consecutive tra gennaio e febbraio — il 23 gennaio 1949 in Roma-Torino 1-2, il 27 gennaio nel recupero della 18ª giornata Torino-Sampdoria 2-1, il 30 gennaio in Torino-Livorno 1-0 e il 6 febbraio in Lucchese-Torino 1-1 — nonostante non potesse sfruttare appieno il suo dinamismo e dovesse sopportare forti dolori.
Il 24 aprile, nella 33ª giornata, contro il Bari (1-1), segnò l'ultimo gol della sua carriera; il portiere dei pugliesi, Giuseppe Moro, compì diverse prodezze per evitare la sconfitta della sua squadra, soprattutto sui tiri dell'ispirato Mazzola, effervescente anche nei movimenti, dopo un prolungato periodo in ombra. Il 30 aprile i granata pareggiarono 0-0 a San Siro contro l'Inter, classificatasi poi a fine campionato seconda; Mazzola, a causa di un forte mal di gola con febbre alta e una forma di angina, non prese parte alla gara.

##### L'ultima partita e la tragedia di Superga
Il 1º maggio, giorno seguente alla gara contro i nerazzurri, i granata volarono a Lisbona per disputare il 3 maggio un'amichevole contro il Benfica, conclusasi 4-3 per i lusitani, partita praticamente organizzata da Mazzola per l'addio al calcio dell'amico Francisco Ferreira, capitano della Nazionale portoghese. I due si erano conosciuti il 27 febbraio, quando l'Italia aveva battuto il Portogallo 4-1 a Genova; nel dopopartita, in un ristorante, Ferreira e Mazzola avevano discusso della partita che il Benfica avrebbe dedicato al portoghese, il cui incasso gli sarebbe stato donato come riconoscimento. Si sarebbe dovuto combinare un'amichevole di spessore, per attirare molti spettatori, e Mazzola gli aveva promesso il suo impegno affinché l'avversario fosse proprio il Torino.

Palazzo Madama, Torino, 6 maggio 1949. Il corteo funebre.

La partenza di Mazzola con il gruppo era molto incerta per via delle sue non ancora perfette condizioni di salute e qualche quotidiano aveva riportato la notizia del suo forfait, ma il capitano granata, invece, aveva mantenuto la promessa. Nel pomeriggio del 4 maggio, durante il viaggio di ritorno, in condizioni di scarsa visibilità per una nebbia fitta, il Fiat G.212 che trasportava la squadra, i dirigenti e i giornalisti si schiantò alle ore 17:03 contro il muro della Basilica di Superga, provocando la morte istantanea di tutte le trentuno persone a bordo. Al riconoscimento dei corpi, svoltosi nella tarda notte, contribuì Vittorio Pozzo. I funerali, a cui parteciparono oltre mezzo milione di persone, si tennero il 6 maggio; le salme furono portate a Palazzo Madama, da dove partì il corteo, proseguito fino al Duomo. Lo stesso giorno la FIGC proclamò il Torino campione d'Italia, a quattro giornate dal termine, approvando la proposta di Inter, Milan e Juventus.

Torino, 16 maggio 1948, Italia-Inghilterra (0-4). Mazzola discute con Frank Swift, portiere e capitano della Nazionale inglese.

### Nazionale
La seconda guerra mondiale, prima, e l'improvvisa morte, dopo, negarono a Mazzola la chance di partecipare ai Mondiali. Nelle sole competizioni amichevoli che giocò, con la Nazionale italiana non rese quanto le sue possibilità, tradito anche dall'emozione trasmessagli dalla maglia azzurra che indossò per dodici volte. Ricevette la prima convocazione il 23 febbraio 1942, ai tempi del Venezia, per una seduta di allenamento che si tenne due giorni dopo a Firenze. Esordì, insieme al compagno di club Loik, il 5 aprile 1942 a Genova nella partita Italia-Croazia (4-0). Al suo nome furono legate tante aspettative ma, nelle condizioni del campo di gioco trasformatosi in un pantano a seguito di una pioggia torrenziale, con una marcatura asfissiante nei suoi confronti, non giocò una buona gara. Quattordici giorni dopo, a Milano, gli azzurri collezionarono un altro 4-0, questa volta ai danni della Spagna, e Mazzola, oltre a segnare la sua prima rete, risultò essere il migliore uomo in campo. A fine partita si dichiarò commosso.
Disputò la terza gara, a distanza di oltre tre anni e mezzo dalla seconda — periodo di sosta coincidente con quello della Nazionale, dovuto alla seconda guerra mondiale —, a Zurigo nel 4-4 contro la Svizzera. Nel 1947 furono quattro gli incontri disputati, tutti accompagnati da prestazioni non eccellenti; il 14 dicembre 1947 indossò per la prima volta la fascia di capitano. Il 27 marzo 1949, a Madrid, Mazzola scese in campo per l'ultima volta con gli azzurri, che vinsero per 3-1 contro gli spagnoli, fornendo una prestazione rimarchevole come sovente fece con i granata: fu la sua migliore partita in Nazionale.
Tra le tante divise presenti al Museo del calcio a Coverciano, quella granata con il 10 di Mazzola è l'unica maglia di una squadra di club.

## Statistiche

### Presenze e reti nei club
| Stagione        | Squadra         | Campionato      | Campionato | Campionato | Coppe nazionali | Coppe nazionali | Coppe nazionali | Totale | Totale |
| Stagione        | Squadra         | Comp            | Pres       | Reti       | Comp            | Pres            | Reti            | Pres   | Reti   |
| --------------- | --------------- | --------------- | ---------- | ---------- | --------------- | --------------- | --------------- | ------ | ------ |
| 1935-1936       | Tresoldi        | SD              | ?          | ?          | -               | -               | -               | ?      | ?      |
| 1936-1937       | Tresoldi        | PD              | ?          | ?          | -               | -               | -               | ?      | ?      |
| 1937-1938       | Tresoldi        | PD              | ?          | ?          | -               | -               | -               | ?      | ?      |
| Totale Tresoldi | Totale Tresoldi | Totale Tresoldi | ?          | ?          | -               | -               | -               | ?      | ?      |
| 1938-1939       | Alfa Romeo      | C               | 14         | 3          | CI              | 1               | 0               | 14     | 3      |
| mar.-giu. 1940  | Venezia         | A               | 6          | 1          | CI              | 1               | 1               | 7      | 2      |
| 1940-1941       | Venezia         | A               | 27         | 6          | CI              | 6               | 3               | 33     | 9      |
| 1941-1942       | Venezia         | A               | 28         | 5          | CI              | 4               | 0               | 32     | 5      |
| Totale Venezia  | Totale Venezia  | Totale Venezia  | 61         | 12         |                 | 11              | 4               | 72     | 16     |
| 1942-1943       | Torino          | A               | 30         | 11         | CI              | 5               | 5               | 35     | 16     |
| 1943-1944       | Torino          | DN              | 25         | 21         | -               | -               | -               | 25     | 21     |
| 1945-1946       | Torino          | DN              | 35         | 16         | -               | -               | -               | 35     | 16     |
| 1946-1947       | Torino          | A               | 38         | 29         | -               | -               | -               | 38     | 29     |
| 1947-1948       | Torino          | A               | 37         | 25         | -               | -               | -               | 37     | 25     |
| 1948-1949       | Torino          | A               | 30         | 16         | -               | -               | -               | 30     | 16     |
| Totale Torino   | Totale Torino   | Totale Torino   | 195        | 118        |                 | 5               | 5               | 200    | 123    |
| Totale carriera | Totale carriera | Totale carriera | 270+       | 133+       |                 | 17              | 9               | 287+   | 142+   |

### Cronologia presenze e reti in nazionale
| Cronologia completa delle presenze e delle reti in nazionale ― Italia | Cronologia completa delle presenze e delle reti in nazionale ― Italia | Cronologia completa delle presenze e delle reti in nazionale ― Italia | Cronologia completa delle presenze e delle reti in nazionale ― Italia | Cronologia completa delle presenze e delle reti in nazionale ― Italia | Cronologia completa delle presenze e delle reti in nazionale ― Italia | Cronologia completa delle presenze e delle reti in nazionale ― Italia | Cronologia completa delle presenze e delle reti in nazionale ― Italia |
| Data                                                                  | Città                                                                 | In casa                                                               | Risultato                                                             | Ospiti                                                                | Competizione                                                          | Reti                                                                  | Note                                                                  |
| --------------------------------------------------------------------- | --------------------------------------------------------------------- | --------------------------------------------------------------------- | --------------------------------------------------------------------- | --------------------------------------------------------------------- | --------------------------------------------------------------------- | --------------------------------------------------------------------- | --------------------------------------------------------------------- |
| 5-4-1942                                                              | Genova                                                                | Italia                                                                | 4 – 0                                                                 | Croazia                                                               | Amichevole                                                            | -                                                                     |                                                                       |
| 19-4-1942                                                             | Milano                                                                | Italia                                                                | 4 – 0                                                                 | Spagna                                                                | Amichevole                                                            | 1                                                                     |                                                                       |
| 11-11-1945                                                            | Zurigo                                                                | Svizzera                                                              | 4 – 4                                                                 | Italia                                                                | Amichevole                                                            | -                                                                     |                                                                       |
| 1-12-1946                                                             | Milano                                                                | Italia                                                                | 3 – 2                                                                 | Austria                                                               | Amichevole                                                            | 1                                                                     |                                                                       |
| 27-4-1947                                                             | Firenze                                                               | Italia                                                                | 5 – 2                                                                 | Svizzera                                                              | Amichevole                                                            | 1                                                                     |                                                                       |
| 11-5-1947                                                             | Torino                                                                | Italia                                                                | 3 – 2                                                                 | Ungheria                                                              | Amichevole                                                            | -                                                                     |                                                                       |
| 9-11-1947                                                             | Vienna                                                                | Austria                                                               | 5 – 1                                                                 | Italia                                                                | Amichevole                                                            | -                                                                     |                                                                       |
| 14-12-1947                                                            | Bari                                                                  | Italia                                                                | 3 – 1                                                                 | Cecoslovacchia                                                        | Amichevole                                                            | -                                                                     | cap.                                                                  |
| 4-4-1948                                                              | Parigi                                                                | Francia                                                               | 1 – 3                                                                 | Italia                                                                | Amichevole                                                            | -                                                                     | cap.                                                                  |
| 16-5-1948                                                             | Torino                                                                | Italia                                                                | 0 – 4                                                                 | Inghilterra                                                           | Amichevole                                                            | -                                                                     | cap.                                                                  |
| 27-2-1949                                                             | Genova                                                                | Italia                                                                | 4 – 1                                                                 | Portogallo                                                            | Amichevole                                                            | 1                                                                     | cap.                                                                  |
| 27-3-1949                                                             | Madrid                                                                | Spagna                                                                | 1 – 3                                                                 | Italia                                                                | Amichevole                                                            | -                                                                     | cap.                                                                  |
| Totale                                                                |                                                                       | Presenze                                                              | 12                                                                    |                                                                       | Reti                                                                  | 4                                                                     |                                                                       |

### Record
- Tripletta più veloce nella storia della Serie A, dal 29º al 31º minuto di Torino-Vicenza (6-0) del 20 aprile 1947.[236]

## Palmarès

### Club
- Campionato italiano: 5

Torino: 1942-1943, 1945-1946, 1946-1947, 1947-1948, 1948-1949
- Coppa Italia: 2

Venezia: 1940-1941
Torino: 1942-1943

### Individuale
- Capocannoniere del campionato italiano: 1

1946-1947 (29 gol)
- Capocannoniere della Coppa Italia: 1

1942-1943 (5 gol)

## Riconoscimenti
- Nel 2012 fu inserito nella Hall of Fame del calcio italiano.
- Nel maggio 2015, una targa a lui dedicata fu inserita nella Walk of Fame dello sport italiano a Roma, riservata agli ex-atleti italiani che si sono distinti in campo internazionale.[237][238]
- Il Comune di Torino gli ha intitolato in data 4 maggio 2023 l'area verde di Piazza Galimberti in Borgo Filadelfia.[239]

## Bibliografia

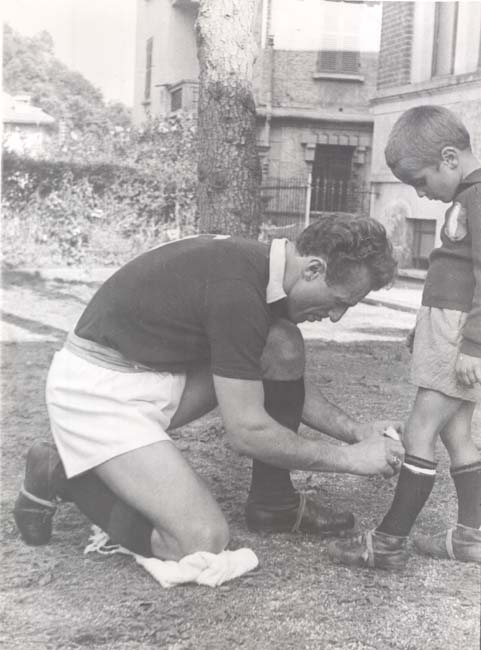
Valentino Mazzola con il figlio Sandro, nel 1949

### Opere
- Il calcio italiano, Milano, C.E.N.I.D.A., 1974.

### Libri
- Sandro Mazzola, La prima fetta di torta, a cura di Luciano Falsiroli, 1ª ed., Milano, Rizzoli, 1977.
- Antonio Ghirelli, Storia del calcio in Italia, 2ª ed., Torino, Einaudi, 1990.
- Gigi Garanzini, Il romanzo del vecio, Milano, Baldini & Castoldi, 1997.
- Gianni Brera, Storia critica del calcio italiano, 2ª ed., Milano, Baldini & Castoldi, 1998.
- Marco Sappino, Dizionario del calcio italiano, Milano, Baldini & Castoldi, 2000.
- Gian Antonio Stella, Processo in sezione al compagno Aliquò, in Il maestro magro, Milano, Rizzoli, 2006.
- (EN) John Foot, Winning at All Costs: A Scandalous History of Italian Soccer, New York, Nation Books, 2007.
- Bruno Barba, Un antropologo nel pallone, Roma, Meltemi, 2007.
- Mario Sconcerti, Storia delle idee del calcio, Milano, Baldini-Castoldi-Dalai, 2009.

### Riviste
- Leone Boccali, Il campionato del Livorno vinto dal Torino, in Stadio, 1º giugno 1943,  p. 6. URL consultato il 24 luglio 2015.
- Carlo Felice Chiesa, Il Grande Romanzo dello Scudetto, in Calcio 2000, aprile 2002.
- Carlo Felice Chiesa, I venti colpi che sconvolsero il mercato, in Calcio 2000, agosto 2003.